# سد آبشار پانگانی
سد آبشار پانگانی (به لاتین: Pangani Falls Dam) یک سد در تانزانیا است که در Muheza District, Tanga Region واقع شده‌است.